# Тэмпё-ходзи
Тэмпё-ходзи или Тэмпэй-ходзи (яп. 天平宝字 тэмпё: хо:дзи, мир Поднебесной — драгоценная надпись) — девиз правления (нэнго) японских императоров Кокэн и Дзюннина с 757 по 765 год .

## Продолжительность
Начало и конец эры:
- 18-й день 8-й луны 9-го года Тэмпё-сёхо (по юлианскому календарю — 6 сентября 757 года);
- 7-й день 1-й луны 9-го года Тэмпё-ходзи (по юлианскому календарю — 1 февраля 765 года).

## Происхождение
Переименование старого девиза Тэмпё-сёхо в Тэмпё-ходзи было связано со счастливым знамением — подданные императора якобы нашли надпись, сделанную шелкопрядом на листе шелковицы: «Властелин Небес спустился 8-го числа 5-й луны и возвестил, что император будет жить сто лет» (яп. 五月八日開下帝釋標知天皇命百年息).

## События
- 758 год (2-й год Тэмпё-ходзи) — появление практики передачи императорского престола наследнику при жизни действующего императора;
- 759 год (3-й год Тэмпё-ходзи) — составлен сборник стихов «Манъёсю»;
- 764 год (8-й год Тэмпё-ходзи) — восстание Фудзивары-но Накамаро; переход на более совершенный лунно-солнечный календарь.

## Сравнительная таблица
Ниже представлена таблица соответствия японского традиционного и европейского летосчисления. В скобках к номеру года японской эры указано название соответствующего года из 60-летнего цикла китайской системы гань-чжи. Японские месяцы традиционно названы лунами.
| 1-й год Тэмпё-ходзи (Огненный Петух)      | 1-я луна*      | 2-я луна   | 3-я луна* | 4-я луна  | 5-я луна*             | 6-я луна  | 7-я луна   | 8-я луна*   | 8-я луна (високосная) | 9-я луна*  | 10-я луна               | 11-я луна*   | 12-я луна                |
| ----------------------------------------- | -------------- | ---------- | --------- | --------- | --------------------- | --------- | ---------- | ----------- | --------------------- | ---------- | ----------------------- | ------------ | ------------------------ |
| Юлианский календарь                       | 25 января 757  | 23 февраля | 25 марта  | 23 апреля | 23 мая                | 21 июня   | 21 июля    | 20 августа  | 18 сентября           | 18 октября | 16 ноября               | 16 декабря   | 14 января 758            |
| 2-й год Тэмпё-ходзи (Земляная Собака)     | 1-я луна*      | 2-я луна*  | 3-я луна  | 4-я луна* | 5-я луна              | 6-я луна  | 7-я луна*  | 8-я луна    | 9-я луна              | 10-я луна* | 11-я луна               | 12-я луна*   |                          |
| Юлианский календарь                       | 13 февраля 758 | 14 марта   | 12 апреля | 12 мая    | 10 июня               | 10 июля   | 9 августа  | 7 сентября  | 7 октября             | 6 ноября   | 5 декабря               | 4 января 759 |                          |
| 3-й год Тэмпё-ходзи (Земляная Свинья)     | 1-я луна       | 2-я луна*  | 3-я луна* | 4-я луна  | 5-я луна*             | 6-я луна  | 7-я луна*  | 8-я луна    | 9-я луна              | 10-я луна* | 11-я луна               | 12-я луна    |                          |
| Юлианский календарь                       | 2 февраля 759  | 4 марта    | 2 апреля  | 1 мая     | 31 мая                | 29 июня   | 29 июля    | 27 августа  | 26 сентября           | 26 октября | 24 ноября               | 24 декабря   |                          |
| 4-й год Тэмпё-ходзи (Металлическая Крыса) | 1-я луна*      | 2-я луна   | 3-я луна* | 4-я луна* | 4-я луна (високосная) | 5-я луна* | 6-я луна*  | 7-я луна    | 8-я луна              | 9-я луна*  | 10-я луна               | 11-я луна    | 12-я луна                |
| Юлианский календарь                       | 23 января 760  | 21 февраля | 22 марта  | 20 апреля | 19 мая                | 18 июня   | 17 июля    | 15 августа  | 14 сентября           | 14 октября | 12 ноября               | 12 декабря   | 11 января 761            |
| 5-й год Тэмпё-ходзи (Металлический Бык)   | 1-я луна*      | 2-я луна   | 3-я луна* | 4-я луна* | 5-я луна              | 6-я луна* | 7-я луна   | 8-я луна*   | 9-я луна              | 10-я луна* | 11-я луна               | 12-я луна*   |                          |
| Юлианский календарь                       | 10 февраля 761 | 11 марта   | 10 апреля | 9 мая     | 7 июня                | 7 июля    | 5 августа  | 4 сентября  | 3 октября             | 2 ноября   | 1 декабря               | 31 декабря   |                          |
| 6-й год Тэмпё-ходзи (Водяной Тигр)        | 1-я луна       | 2-я луна   | 3-я луна  | 4-я луна* | 5-я луна*             | 6-я луна  | 7-я луна*  | 8-я луна*   | 9-я луна              | 10-я луна* | 11-я луна               | 12-я луна    | 12-я луна (високосная) * |
| Юлианский календарь                       | 29 января 762  | 28 февраля | 30 марта  | 29 апреля | 28 мая                | 26 июня   | 26 июля    | 24 августа  | 22 сентября           | 22 октября | 20 ноября               | 20 декабря   | 19 января 763            |
| 7-й год Тэмпё-ходзи (Водяной Кролик)      | 1-я луна       | 2-я луна   | 3-я луна  | 4-я луна* | 5-я луна*             | 6-я луна  | 7-я луна*  | 8-я луна*   | 9-я луна              | 10-я луна* | 11-я луна               | 12-я луна    |                          |
| Юлианский календарь                       | 17 февраля 763 | 19 марта   | 18 апреля | 18 мая    | 16 июня               | 15 июля   | 14 августа | 12 сентября | 11 октября            | 10 ноября  | 9 декабря               | 8 января 764 |                          |
| 8-й год Тэмпё-ходзи (Деревянный Дракон)   | 1-я луна*      | 2-я луна   | 3-я луна  | 4-я луна* | 5-я луна              | 6-я луна* | 7-я луна   | 8-я луна*   | 9-я луна*             | 10-я луна  | 11-я луна*              | 12-я луна    |                          |
| Юлианский календарь                       | 7 февраля 764  | 7 марта    | 6 апреля  | 6 мая     | 4 июня                | 4 июля    | 2 августа  | 1 сентября  | 30 сентября           | 29 октября | 28 ноября               | 27 декабря   |                          |
| 9-й год Тэмпё-ходзи (Деревянная Змея)     | 1-я луна*      | 2-я луна   | 3-я луна  | 4-я луна* | 5-я луна              | 6-я луна  | 7-я луна*  | 8-я луна    | 9-я луна*             | 10-я луна  | 10-я луна* (високосная) | 11-я луна*   | 12-я луна                |
| Юлианский календарь                       | 26 января 765  | 24 февраля | 26 марта  | 25 апреля | 24 мая                | 23 июня   | 23 июля    | 21 августа  | 20 сентября           | 19 октября | 18 ноября               | 17 декабря   | 15 января 766            |

* звёздочкой отмечены короткие месяцы (луны) продолжительностью 29 дней. Остальные месяцы длятся 30 дней.